# Bandera d'Esplugues de Llobregat
La bandera oficial d'Esplugues de Llobregat té la següent descripció:
Bandera apaïsada, de proporcions dos d'alt per tres de llarg, blava, amb una mà destra palmellada blanca, d'alçada 5/7 de la del drap i amplada 1/4 de la del mateix drap, al centre.

## Història
Va ser aprovada el 14 de novembre de 2005 i publicada en el DOGC el 30 de novembre del mateix any amb el número 4521.